# Dicranomyia (Dicranomyia) obscuripennis
Dicranomyia (Dicranomyia) obscuripennis is een tweevleugelige uit de familie steltmuggen (Limoniidae). De soort komt voor in het Australaziatisch gebied.